# Valsörarna
Valsörarna (fi.: Valassaaret) är en samling skär och grynnor i Korsholms kommun i den finska sidan av Kvarken.

## Ön, sjöbevakningen och Valsörarnas fyr
Ögruppen, inklusive Björkögrunden, med dess vattenområden ägs av Björkö delägarlag. Finska staten har arrenderat delar huvudön Storskär för fyrverksamhetens behov och för sjöbevakningsverksmheten. Endast arrendet för fyren och fyrvaktabostadsområdet kvarstår på statens arrende. 1984 byggdes en stor sjöbevakningsstation på norra delen av Storskäret. Stationen lades ner 2009. Sjöbevakningsstationen revs 2016 och delar av området med byggnader utarrenderas nu åt Björkö Båtklubb r.f.
På Storskär står en 36 meter hög Heidenstamfyr konstruerad år 1885 i Paris av samma firma som senare byggde Eiffeltornet. Firman Henry-Lepaute bidrog med den avancerade rörliga linsen som skickade ut ljussignalen från Valsörarnas fyr. Fyren byggdes efter att fem fartyg förlist utanför öarna, under samma natt. Bemanning av fyren upphörde 1964.

## Natur och världsarv
Ögruppen är känd för sin mångsidiga natur med våtmarker, björkskog och steniga stränder. Här finns dessutom ett stort fågelskyddsområde och varje år vallfärdar ornitologer hit för att ringmärka och räkna de för regionen typiska fågelarterna. Valsörarna är sedan 1948 ett fågelskyddsområde och omfattar sammanlagt 17 200 hektar vatten och 600 hektar land. Här finns fåglar typiska för skärgården så som storlommar och fiskmåsar men också nattflyttande pärlugglor och fjällvråkar.
Allt sedan 1966 arrenderar föreningen Ostrobotnia Australis r.f. ett område, intill den tidigare sjöbevakningsstationens plats, där man anlagt Valsörarnas biologiska station. Vid stationen bedrivs i huvudsak ornitologisk forskning.
Landskapet präglas av hedliknande stenområden med långsmala uddar som sträcker sig ut i vattnet, kallade De Geer-morän. Öarna ligger i området som 2006 godkändes som världsarv och infogades i området Kvarken/Höga kusten.

## Farleder
Sjöbevakarnas hamn var svåråtkomlig fram till 1990-talet då Sjöfartsverket grävde och inrättade en farled även in mot skärgården. Farleden är idag viktig för områdets turism och för besökare. Den utgör enskild farled och finns därför inte i allmänna sjökort. Farleden upprätthålls från och med 2017 av Björkö Båtklubb r.f. och klubben har satt upp farledsbeskrivning på Solruttens hemsidor.